# Inselbergschanze
Die Inselbergschanze (auch Inselsbergschanze genannt) liegt bei Brotterode im westlichen Teil des Thüringer Waldes gegenüber dem namensgebenden Großen Inselsberg im Landkreis Schmalkalden-Meiningen. Die Großschanze hat einen Konstruktionspunkt (K-Punkt) von 105 Metern und eine Hillsize (HS) von 117 Metern, der Schanzenrekord liegt bei 123,5 Metern. Die Schanze wurde von 1920 bis 1924 gebaut, mehrmals erweitert und modernisiert und zählt seit ihrem Bestehen zu den größeren und inzwischen zu den ältesten Anlagen in Deutschland. Auf ihr finden seit dem Jahre 1995 regelmäßig Continental-Cup-Wettkämpfe statt.

## Lage
Die Inselbergschanze befindet sich am Nordhang des 803 m ü. NHN hohen Seimbergs, vier Kilometer südwestlich des namensgebenden, 917 m hohen Großen Inselsbergs auf etwa 700 m, 150 Meter oberhalb von Brotterode. Brotterode liegt in einem Muldental direkt am Rennsteig in etwa 550 bis 600 Meter Höhe. Von hier sind es etwa 24 Kilometer Luftlinie zum südöstlich gelegenen Wintersportzentrum des Thüringer Waldes in Oberhof und zum 28 Kilometer südlich gelegenen Meiningen. Die Landeshauptstadt Erfurt liegt etwa 45 Kilometer in nordöstlicher Richtung.

## Beschreibung

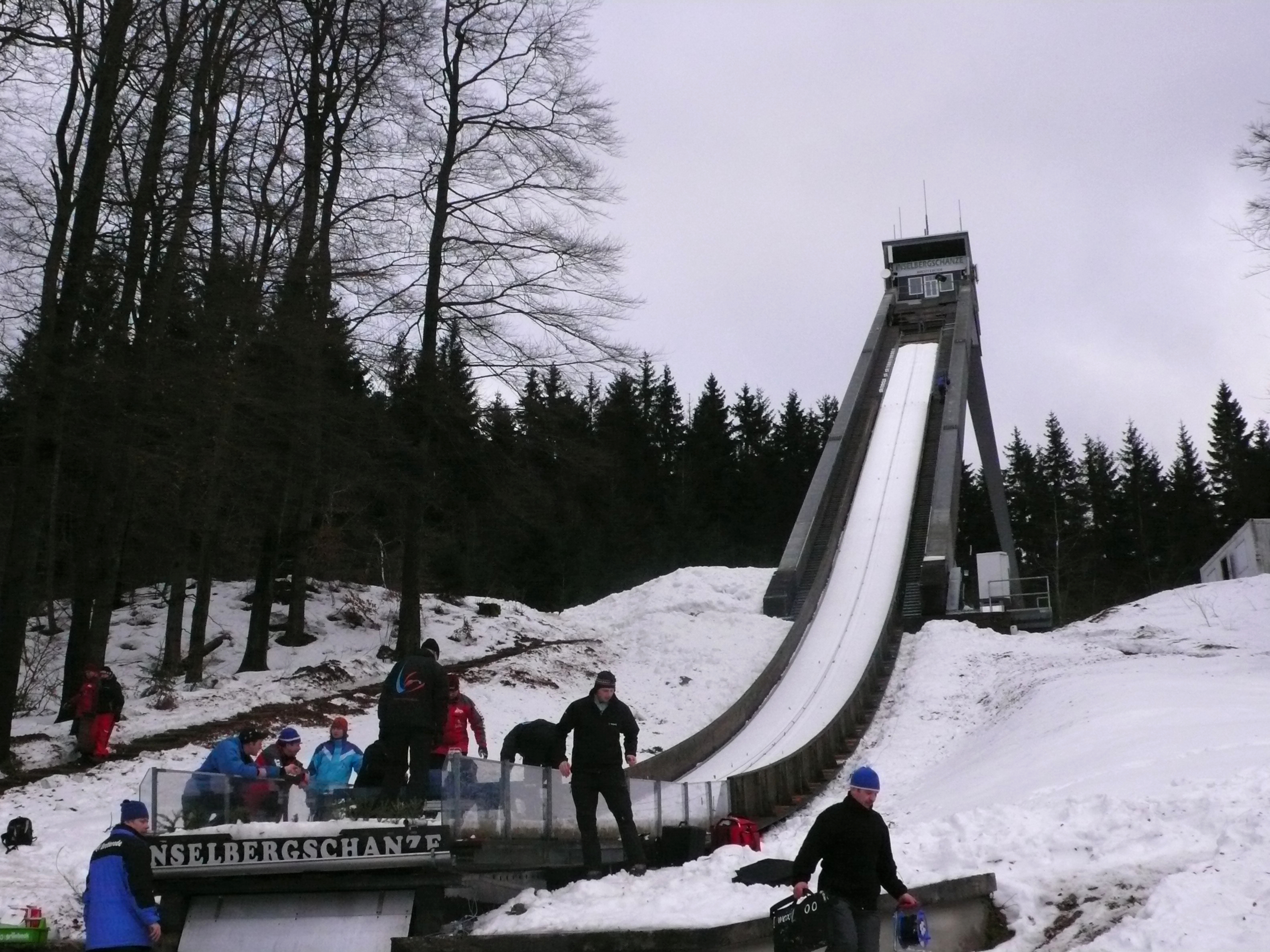
Anlaufturm mit Spur

Die Inselbergschanze hat ein nach § 414 der Internationalen Skiwettkampfordnung der Fédération Internationale de Ski (FIS) gültiges Schanzenzertifikat (Schanzenprofilbestätigung), das Wettkämpfe mit internationaler Beteiligung erlaubt. Sie ist bei der FIS mit der Zertifikatsnummer 54/GER gelistet. Die Schanze ist wegen fehlender Mattenbelegung nur im Winter bei ausreichender Schneelage nutzbar. Wenn es kalt genug ist und der natürliche Schnee nicht ausreicht, wird die Schanze mit Schneekanonen beschneit. Der Zuschauerbereich befindet sich am Auslauf und auf drei Plattformen am Aufsprunghang.
Auf der Inselbergschanze werden in den Wintermonaten bei entsprechenden Witterungsverhältnissen verschiedene Wettkämpfe ausgetragen, von denen der Continental Cup mit internationaler Beteiligung die bedeutendste Veranstaltung ist. Für den Skinachwuchs von Brotterode hat die Schanze im Gegensatz zu früher keine Bedeutung mehr. Zwar ist Brotterode ein Leistungszentrum für Skispringer im Thüringer Wald mit einer über hundertjährigen Tradition, allerdings trainieren die jüngeren Springer zunächst auf den vier kleineren Schanzen in der Werner Lesser II Skisprung Arena unmittelbar neben der Inselbergschanze. Erbringen sie dort gute Leistungen, wechseln sie zum Sprungtraining in das Sportgymnasium Oberhof.
Zu DDR-Zeiten war die Inselbergschanze ein bedeutendes Wintersportzentrum, wo regelmäßig Großveranstaltungen stattfanden. Aus dem heimischen Sportverein gingen mehrere Springer mit internationalen Erfolgen hervor, die das Skispringen auf der Inselbergschanze erlernt hatten. Zu ihnen gehören Werner Lesser, Dieter Neuendorf, Peter Lesser, Manfred Wolf, Hans-Georg Aschenbach, Jochen Danneberg und Ralph Gebstedt.

## Geschichte
Die Inselbergschanze wurde in den Jahren 1920 bis 1924 erbaut und trug bis 1945 den Namen Hagenschanze. 1945 wurde sie in Aufbauschanze umbenannt. Seit 1956 heißt sie Inselbergschanze. Umgangssprachlich wird die Anlage in der Region auch als alte Dame bezeichnet.

### Erste Schanze
Der erste Schritt zur Errichtung einer Sprungschanze war die Gründung des Vereins zur Förderung des Wintersportes in Brotterode am 14. Februar 1905. Neben einer Bob- und einer Rodelbahn legten zwei Norweger auf dem Gelände des Seimbergs eine erste Sprungschanze an. Sie errichteten einen behelfsmäßigen Sprunghügel, von dem am Gründungstag des Vereins Sprünge von 12 bis 18 Metern erzielt wurden. Die ersten Wintersportmeisterschaften fanden am 4. März 1906 statt und wurden bis 1914 jährlich wiederholt.

### Hagenschanze
Am 6. Januar 1919 fanden sich einige Enthusiasten, darunter der Rechnungsrat Fuchs und der Lehrer Adam Brod, zusammen und beschlossen den Bau einer großen Sprunganlage. Landrat Hagen stiftete 20.000 Mark zum Ausbau der Sprungschanze am Seimberg. Die Schanze wurde deshalb Hagenschanze benannt. Bei den Bauarbeiten an der 40-Meter-Schanze in den Jahren 1920 bis 1924 wurde der Wald am Seimberg gerodet, etwa 5000 Kubikmeter Erde wurden bewegt. Im Auslauf wurde ein Sportplatz angelegt. Einwohner, die das Skispringen nicht kannten, äußerten sich: „da soll man doch gleich einen Friedhof mit anbauen!“. Noch im Jahr 1924 war die Einweihung mit den Thüringer Meisterschaften und einem Springen, bei dem der Ernstthaler Karl Huhn mit 45 Metern den ersten Schanzenrekord erzielte. 1929 fanden die ersten Landesmeisterschaften im Spezialsprunglauf und in der Nordischen Kombination statt, die Rudolf Lesser gewann.
Nach dem Umbau in eine 60-Meter-Schanze im Jahre 1930 führte der Inselsberggau im Thüringer Wintersportverband am 18. Februar 1931 ein Länder-Skispringen durch. Dies war der erste Wettbewerb mit internationaler Beteiligung. Den Wettkampf eröffnete vor 15.000 Zuschauern der einheimische Gustav Krahmen. Es beteiligten sich mehr als 40 Springer, unter anderen die Österreicher Gumpold und Galeitner und die Norweger Mowinkel und Kobberstadt. Die größte Weite mit 46 Metern erzielte Knut Kobberstadt vor dem Oberschönauer Karl Wagner und dem Brotteröder Rudolf Lesser. Dem Landrat Hagen wurde unterstellt, seine Stiftung habe einzig dazu gedient, eine Jugendwehr, das heißt Rekruten, heranzubilden. Deshalb wurde die Hagenschanze 1945 in Aufbauschanze umbenannt.

### Aufbauschanze

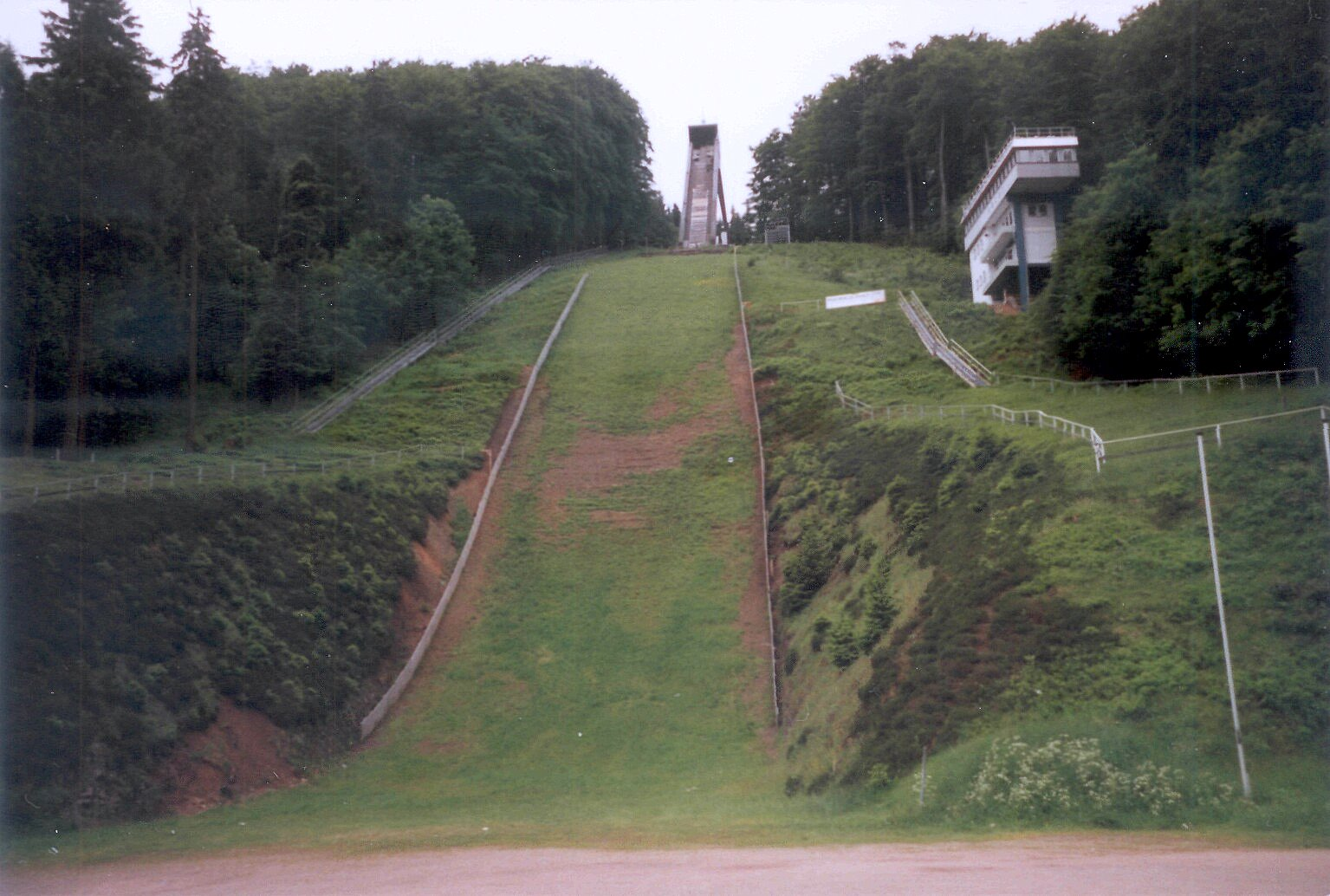
Inselbergschanze im Jahr 2001

Nach dem Zweiten Weltkrieg fanden im Februar 1948 die ersten Sprungläufe auf der Aufbauschanze statt. 1948 und 1949 wurde die Schanze modernisiert und vergrößert und der Aufsprunghang neu profiliert. In Brotterode entstanden 1948/1949 die Gemeinschaften Motor und Stahl, die sich später, vermutlich noch im Jahr 1949, zur Betriebssportgemeinschaft (BSG) Stahl vereinigten. Am 9. Januar 1949 fanden Nordische Skiwettkämpfe auf der Schanze statt. In den Jahren 1950, 1951 und 1952 wurden auf der Schanze Wintersportmeisterschaften des Landes Thüringen mit Nachtsprungläufen durchgeführt. 1953 fand die erste große Spartakiade der Sportvereinigungen Aktivist und Stahl und am 7. März 1954 ein Mannschaftssprunglauf auf der Schanze statt.
Die Aufbauschanze wurde in den Jahren 1954/1955 um- und ausgebaut. Dabei wurden 11.000 Kubikmeter Erde bewegt. Viele Brotteröder zeichneten sich dabei durch freiwillige Einsätze aus, bei denen auch Sprengungen durchgeführt wurden. Die erste große Wintersportwoche fand 1955 anlässlich des Jubiläums 50 Jahre Wintersport in Brotterode mit erstmals drei Tagessprungläufen statt. Die Organisation lag in den Händen der BSG Stahl. Die Weihe der neuen Schanze fand am 3. März 1956 im Rahmen eines internationalen Skispringens während der zweiten Wintersportwoche statt. Die neuprofilierte Schanze mit einem Normpunkt von 80 Metern wurde in Inselbergschanze umbenannt.

### Inselbergschanze

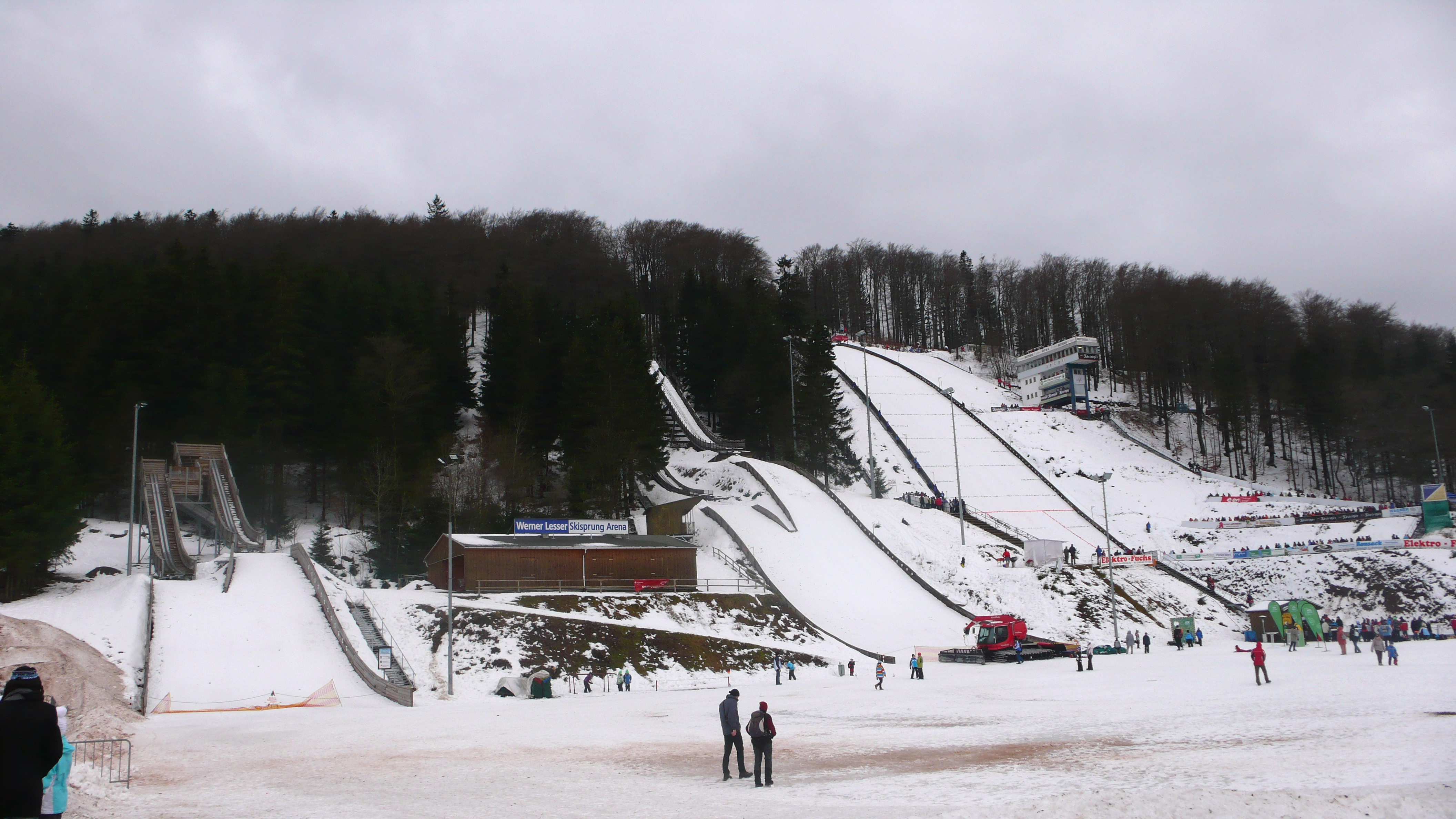
Werner Lesser Skisprung Arena

In Brotterode wurden im Februar 1957 die VIII. DDR-Meisterschaften im Sprunglauf und in der Nordischen Kombination durchgeführt. Die Armeesportgemeinschaft (ASG) in Brotterode wurde im Herbst desselben Jahres gegründet und der gesamte Skisport aus der BSG Stahl in die ASG eingegliedert. Die Kampfrichter wechselten fast ausnahmslos ebenfalls zur ASG über. Von 1958 bis 1970 fanden die jährlichen Armeemeisterschaften im Wintersport in Brotterode statt. Im Rahmen der jährlichen Thüringer Dreischanzentournee in Brotterode, Oberhof und Lauscha wurden von 1960 bis 1970 Sprungläufe auf der Inselbergschanze durchgeführt. 60 Jahre Wintersport feierte man 1965 mit einer Großveranstaltung. Die XVII. Deutschen Skimeisterschaften in der Nordischen Disziplin fanden vom 25. bis 30. Januar 1966 in Brotterode statt.

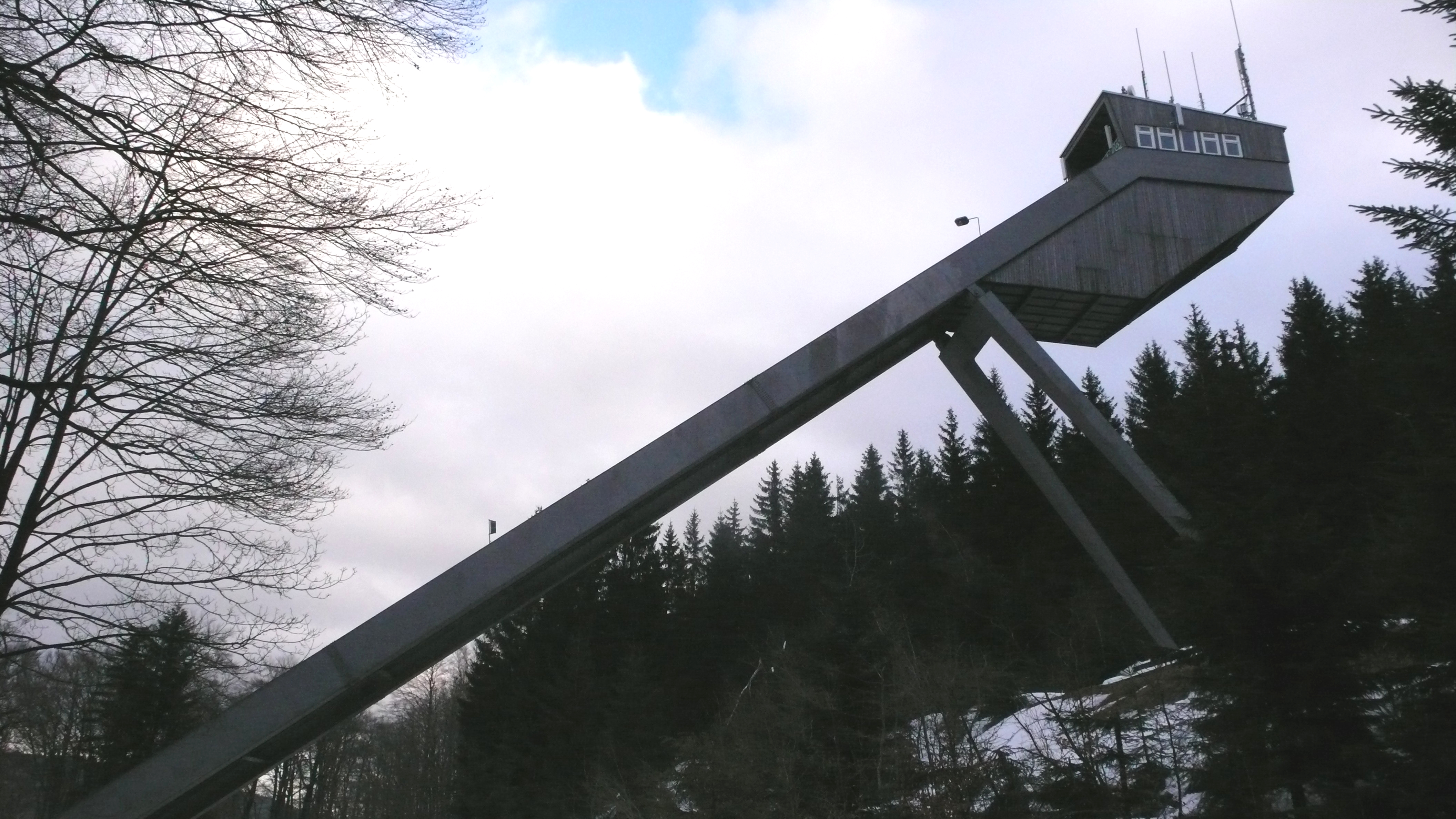
Anlaufturm

Von 1968 bis 1969 wurde die Schanze in eine 90-Meter-Schanze umgebaut, wobei neben den Einheimischen auch sowjetische Soldaten mitarbeiteten. Nach dem Schanzenumbau sprang 1969 Clemens Walther aus Zella-Mehlis mit 100,5 Metern als Erster über die 100-Meter-Marke. Vom 5. bis 8. Februar 1970 sah Brotterode die XXII. Deutschen Nordischen Skimeisterschaften. Durch eine Neuprofilierung des Übergangs vom Schanzentisch zum Aufsprunghang in den Jahren 1978 und 1979 ließ die Schanze Weiten von über 100 Metern zu. 1979 wurden zusätzliche Startplätze im Anlauf angebracht. Am 22. Januar 1984 waren etwa 10.000 Zuschauer Zeugen der Olympiaausscheidungen mit dem späteren Olympiasieger und Silbermedaillengewinner Jens Weißflog. Die DDR-Meisterschaften im Skispringen von der Großschanze fanden am 6. März 1988 mit einer Doppelveranstaltung statt. Die 41. und letzten DDR-Skimeisterschaften vom 30. Januar bis 5. Februar 1989 waren nach Brotterode vergeben worden. Aufgrund der schlechten Wetterverhältnisse mussten sie jedoch nach Oberwiesenthal verlegt werden. Brotterode war neben Lauscha, Schmiedefeld am Rennsteig und Oberhof eine der Stationen, an denen regelmäßig die Tournee der Freundschaft stattfand.

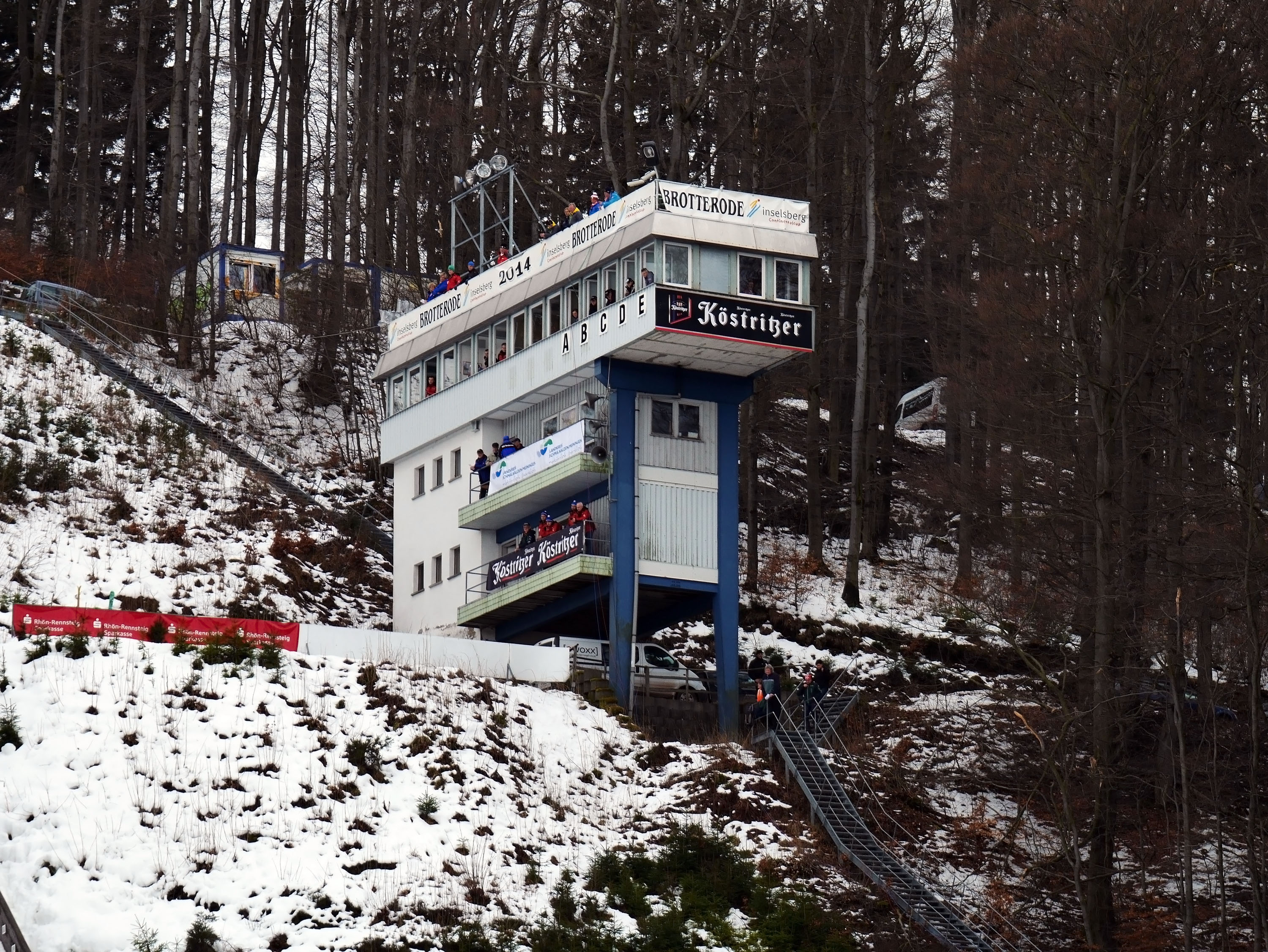
Sprungrichterturm beim COC 2014

Seit 1995 finden auf der Schanze regelmäßig Wettkämpfe des Continental Cups statt. In diesem Jahr wurde auch die Beschneiungsanlage gebaut und 1998/1999 ausgebaut, der Kampfrichterturm 2000/2001 saniert. Die geänderten Flugkurven des zu Beginn der 1990er Jahre aufgekommenen V-Sprungstils machten die Änderung der Schanzennormen durch die FIS erforderlich. Wegen des veralteten Profils drohte der Schanze das Aus. Das FIS-Zertifikat, das immer für fünf Jahre vergeben wird und für internationale Wettkämpfe erforderlich ist, lief im Jahre 2004 aus und wurde nicht verlängert. Bis dahin war die Schanze von der Schanzengröße her mit einem K-Punkt von 98 Metern und einem Hillsize von 110 Metern die größte Normalschanze weltweit.

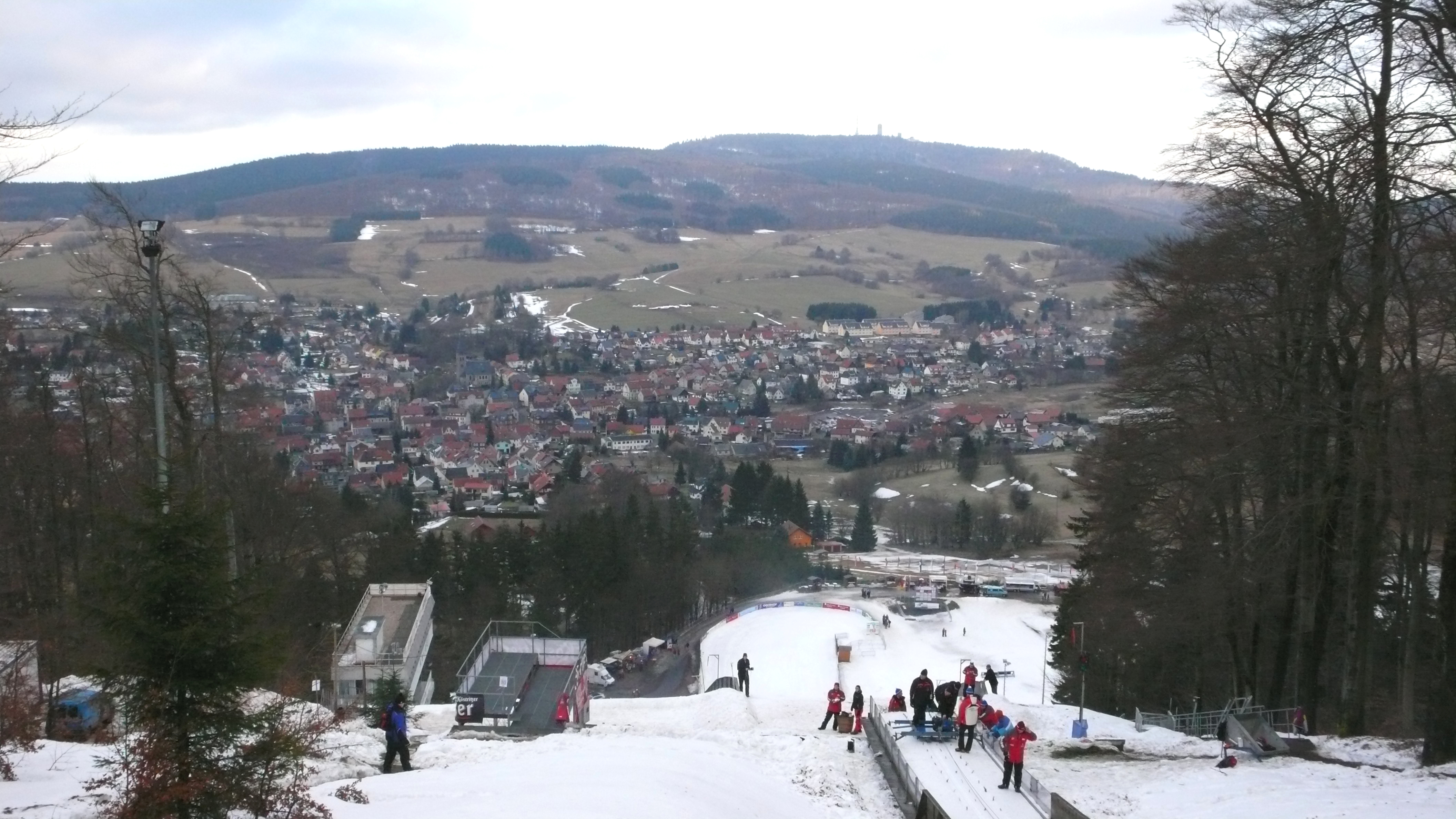
Blick von oben

Daraufhin wurde die Schanze in den Jahren 2003/2004 nach den neuen Normen um- und ausgebaut und ein Wasserreservoir und eine Beschneiungsanlage installiert. Um sie den flacheren, aber längeren Flugbahnen der neuen V-Stil-Generation anzupassen, wurde die Schanzentischneigung verringert und die Landezone des Aufsprunghanges vertieft. 2003 wurde der Schanzentisch umgebaut und der Radius der Anlaufbahn geändert. 2004 wurden hauptsächlich Arbeiten am Schanzenvorbau, am Aufsprunghang und am Auslauf durchgeführt. Der Aufsprungbereich wurde nochmals um mehrere Meter vertieft, dabei wurden etwa 25.000 Kubikmeter Erde bewegt. Die Schanze wurde zu einer Großschanze mit einem K-Punkt von 105 Metern und einer Hillsize von 117 Metern erweitert, so dass sie Weiten von über 120 Metern zulässt. Damit ist die Schanze die kleinste der acht intakten Großschanzen in Deutschland. Weltweit gesehen ist sie, gemeinsam mit weiteren Schanzen, die zweitkleinste zertifizierte Großschanze. Beim Continental-Cup-Springen am 12. Februar 2005 stellte der Koreaner Yong Jik Choi mit 123,5 Metern den aktuellen Schanzenrekord auf. Zum Continental-Cup-Springen 2009 wurde erstmals eine zwölf Quadratmeter große Videoleinwand eingesetzt.

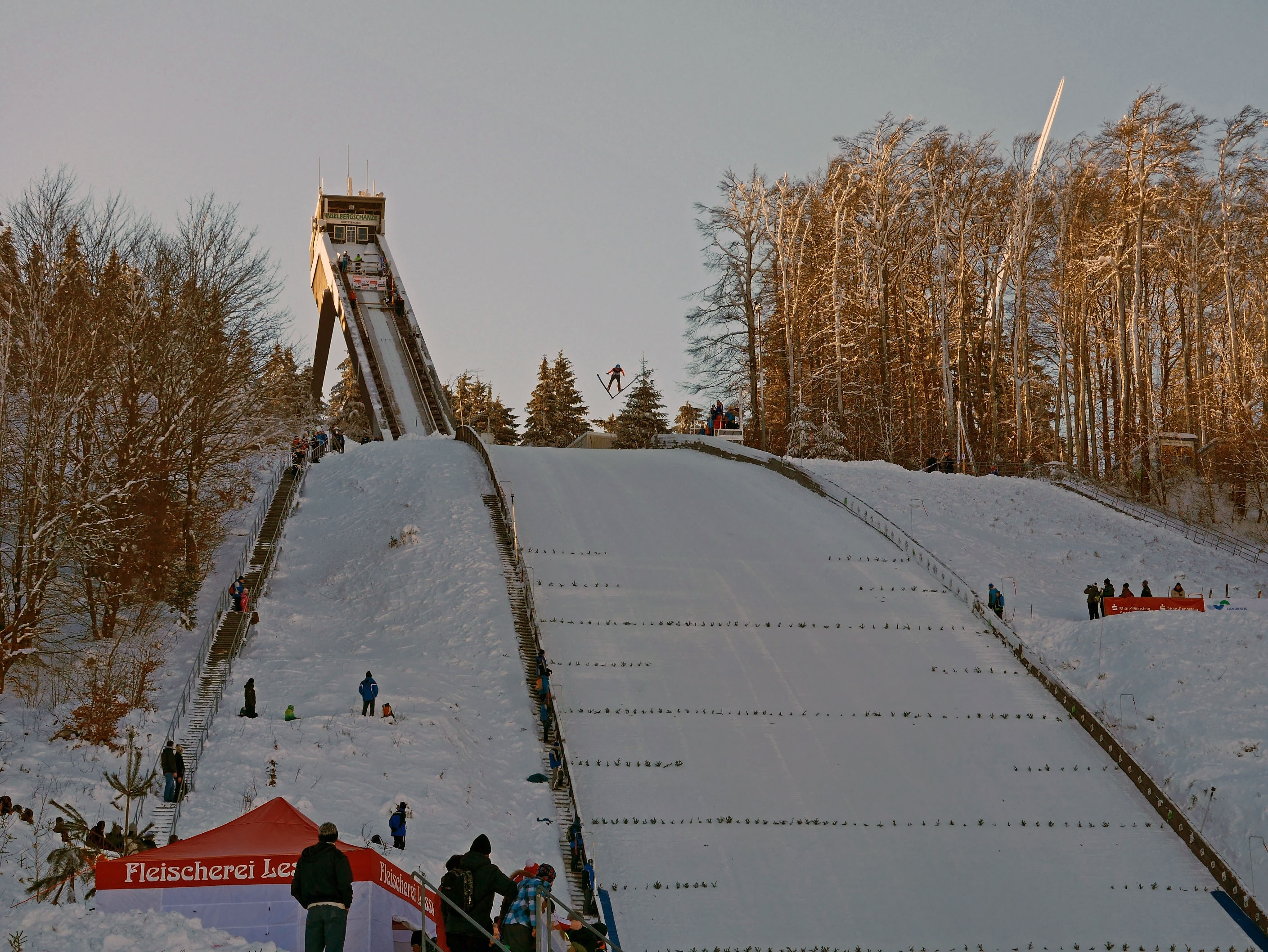
COC 2015

Die Sprungschanze entspricht nicht mehr den Auflagen der FIS. Das Zertifikat der Schanze war am 31. Dezember 2014 ausgelaufen. Am 26. Oktober 2014 hat die Inselbergschanze nochmals ein temporäres FIS-Zertifikat für vier Monate, bis Ende April 2015, erhalten. Um ein neues Zertifikat zu erhalten, was die Voraussetzung für ein Springen ist, muss die Schanze umgebaut werden. Die FIS fordert unter anderem die Erneuerung und Verbreiterung der Startgates am Anlaufturm und einen seitlichen Aufgang für die Athleten am Anlaufturm. Die Anlage ist ein Bauwerk aus der Zeit der Deutschen Demokratischen Republik und es fehlen die Bauunterlagen des Anlaufturmes aus dem Jahre 1969. Ohne technische Zeichnung und eine Statikberechnung können keine Umbaumaßnahmen am Anlaufturm vorgenommen werden. Dem ausrichtenden Verein fehlt zudem das Geld für die nötigen Umbauarbeiten, beziehungsweise für einen Neubau.
Das Zertifikat der Schanze wird seit 2015 mit Ausnahmegenehmigungen immer wieder verlängert. Erfolgt jedoch nicht bis 2023 die von der FIS geforderten Umbaumaßnahmen, gibt es voraussichtlich kein neues Zertifikat.[veraltet] Die dazu geforderten drei Millionen Euro wurde von der Thüringer Landesregierung für den Landeshaushalt 2022 nicht erteilt. Der Landkreis Schmalkalden-Meiningen hält jedoch an den Sanierungsplänen fest und prüft neue Finanzierungsmöglichkeiten. Die Intercontinental- und Continental-Cup-Springen Anfang 2024 waren planmäßig die letzten Wettbewerbe auf der alten Anlage.
Am 28. Juni 2025 macht die „Alte Lady“ Platz für einen Neubau der Schanze.
Schließlich entschied der Landkreis Schmalkalden-Meiningen, die zwei Millionen Euro aus eigener Kasse zu zahlen. Insgesamt belaufen sich die Baukosten auf 2,1 Millionen Euro. Rund 100.000 Euro muss die Stadt aufbringen. Der Zuschuss vom Landkreis soll durch Zinserträge aus der Stiftung „Meininger Kliniken“ refinanziert werden. So kommt der Schanzenbau nach Angaben des Landratsamtes ohne Steuergelder aus.
Anfang 2026 soll auf der neuen Schanze wieder das traditionelle Continental-Cup-Springen stattfinden.

## Skisprung-Continental-Cup

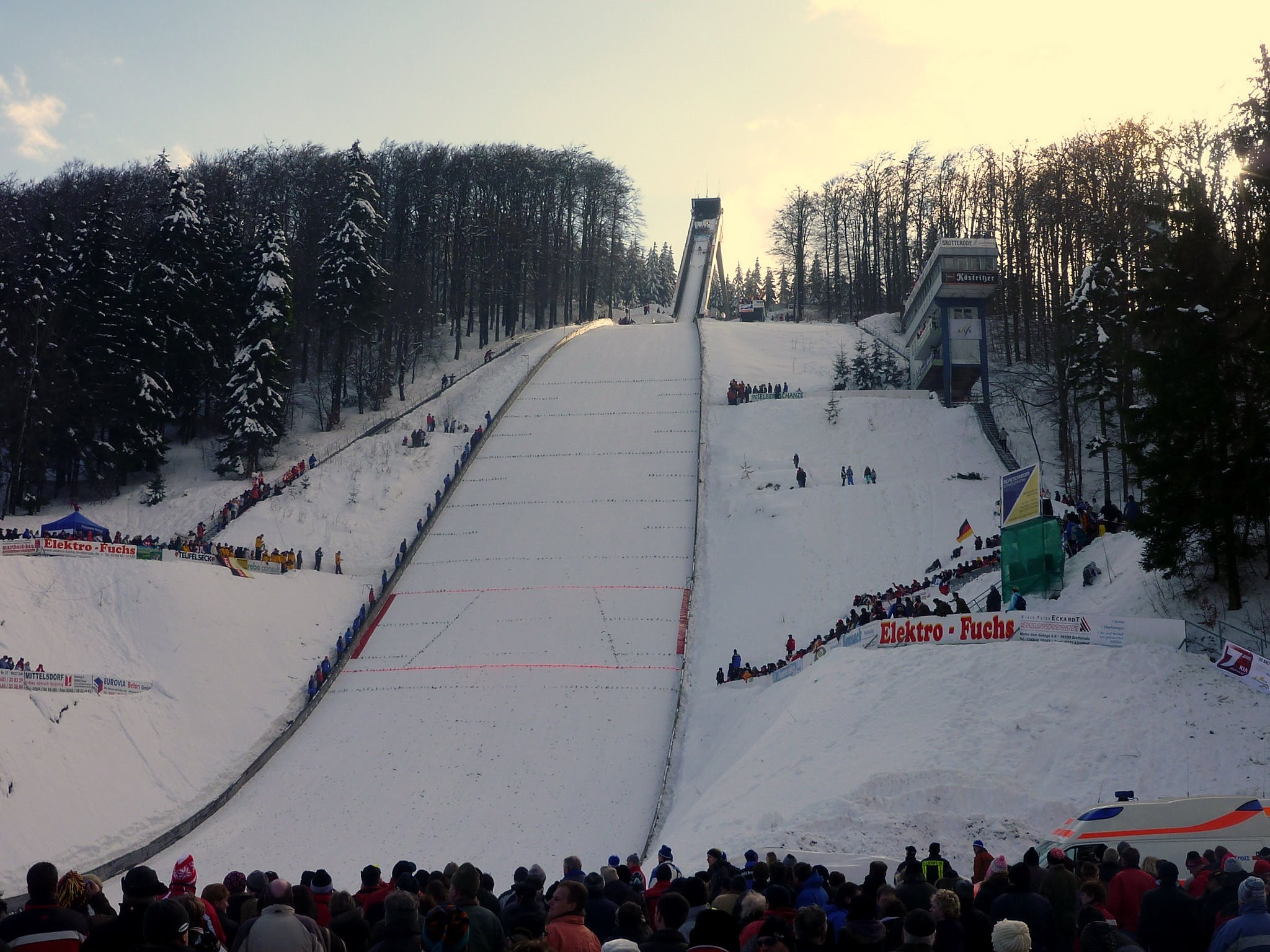
Inselbergschanze beim COC 2010

Seit 1995 finden auf der Inselbergschanze jährlich Wettbewerbe im Skisprung-Continental-Cup (COC), der zweithöchsten Wettkampfklasse, unmittelbar nach dem Skisprung-Weltcup statt. Diese Wettkämpfe haben wegen ihrer exakten Organisation und Durchführung bei den Verantwortlichen und Beobachtern des Internationalen Skiverbandes (FIS) eine große Resonanz hinterlassen. Durchschnittlich kommen zu einem Wettkampf etwa 5000 Zuschauer, das sind die höchsten Zuschauerzahlen aller Veranstaltungen im Continental Cup. Inzwischen ist Brotterode fester Austragungsort des Continental Cups. An den COC-Wettbewerben in Brotterode haben wiederholt Weltmeister und Olympiasieger teilgenommen. In den ersten Jahren fand zunächst jeweils ein Springen im Dezember statt, später gab es zwei Springen an Wochenenden im Januar oder Februar. Durch ungünstige Witterungsverhältnisse konnten nicht alle vorgesehenen Wettbewerbe durchgeführt werden.
Sieger der bisherigen Continental Cups waren: 1996 Andreas Widhölzl aus Österreich, 2000 Georg Späth aus Deutschland, 2001 Tami Kiuru (Finnland), 2003 zweimal Janne Happonen aus Finnland, 2004 Jörg Ritzerfeld aus Deutschland und Pekka Salminen (Finnland), 2005 der aktuelle Schanzenrekordhalter Choi Yong-jik (Südkorea) und Kalle Keituri (Finnland). 2006 gewann Harri Olli aus Finnland und 2008 der Österreicher Martin Höllwarth. 2009 siegten die Österreicher Lukas Müller und Stefan Thurnbichler. 2010 siegte vor 4500 Zuschauern Severin Freund (Deutschland) und Jan Matura (Tschechien).
Auf das Siegerpodest konnten weitere, im Skisprung-Weltcup erfolgreiche Athleten springen, wie 1996 Sven Hannawald (Deutschland) mit einem dritten Platz, Stephan Hocke (Deutschland) mit einem zweiten und dritten Platz 2004 und Manuel Fettner (Österreich) mit einem zweiten Platz 2005. Im Jahre 2010 wurde Roar Ljøkelsøy aus Norwegen Zweiter.
| Datum             | 1. Platz               | 2. Platz             | 3. Platz                |
| ----------------- | ---------------------- | -------------------- | ----------------------- |
| 10. Dezember 1995 | Kent Johanssen         | Ronny Hornschuh      | Øyvind Berg             |
| 21. Dezember 1996 | Andreas Widhölzl       | Ingemar Mayr         | Sven Hannawald          |
| 15. Januar 2000   | Georg Späth            | Roland Audenrieth    | Morten Solem            |
| 20. Januar 2001   | Tami Kiuru             | Anders Bardal        | Christoph Grillhösl     |
| 21. Januar 2001   | Tami Kiuru             | Bjørn Einar Romøren  | Akseli Lajunen          |
| 21. Januar 2003   | Janne Happonen         | Stefan Thurnbichler  | Michael Neumayer        |
| 22. Januar 2003   | Janne Happonen         | Jörg Ritzerfeld      | Daniel Forfang          |
| 31. Januar 2004   | Jörg Ritzerfeld        | Andreas Widhöhlz     | Stephan Hocke           |
| 1. Februar 2004   | Pekka Salminen         | Stephan Hocke        | Radik Schaparow         |
| 12. Februar 2005  | Choi Yong-jik          | Kalle Keituri        | Bastian Kaltenböck      |
| 13. Februar 2005  | Kalle Keituri          | Manuel Fettner       | Stefan Thurnbichler     |
| 26. Februar 2006  | Harri Olli             | Anders Bardal        | Daniel Lackner          |
| 19. Januar 2008   | Martin Höllwarth       | Mario Innauer        | Ondřej Vaculík          |
| 21. Februar 2009  | Lukas Müller           | Stefan Thurnbichler  | Primož Pikl             |
| 22. Februar 2009  | Stefan Thurnbichler    | Jon Aaraas           | Lukas Müller            |
| 20. Februar 2010  | Severin Freund         | David Unterberger    | Michael Hayböck         |
| 21. Februar 2010  | Jan Matura             | Roar Ljøkelsøy       | Rafał Śliż              |
| 5. Februar 2011   | Stefan Kraft           | Felix Schoft         | Rok Urbanc              |
| 6. Februar 2011   | Thomas Diethart        | Felix Schoft         | Vegard Sklett           |
| 4. Februar 2012   | Anders Fannemel        | Simen Grimsrud       | Ole Marius Ingvaldsen   |
| 5. Februar 2012   | Michael Hayböck        | Anders Fannemel      | Vegard Swensen          |
| 16. Februar 2013  | Danny Queck            | Matic Benedik        | Anže Semenič            |
| 17. Februar 2013  | Andraž Pograjc         | Atle Pedersen Rønsen | Ole Marius Ingvaldsen   |
| 14. Februar 2014  | Karl Geiger            | Markus Eisenbichler  | Stefan Kraft            |
| 15. Februar 2014  | Manuel Fettner         | Karl Geiger          | Daniel Huber            |
| 16. Februar 2014  | Karl Geiger            | Matjaž Pungertar     | Daniel Huber            |
| 7. Februar 2015   | Krzysztof Biegun       | Robert Johansson     | Joachim Hauer           |
| 27. Februar 2016  | Bartłomiej Kłusek      | Daniel Huber         | Tim Heinrich            |
| 11. Februar 2017  | Nejc Dežman            | Miran Zupančič       | Joakim Aune             |
| 12. Februar 2017  | Felix Hoffmann         | Nejc Dežman          | Daniel Huber            |
| 18. Februar 2018  | Nejc Dežman            | David Siegel         | Andreas Wank            |
| 18. Februar 2018  | David Siegel           | Jakub Wolny          | Anže Lanišek            |
| 23. Februar 2019  | Clemens Aigner         | Paweł Wąsek          | Ulrich Wohlgenannt      |
| 24. Februar 2019  | Marius Lindvik         | Clemens Aigner       | Žak Mogel               |
| 8. Februar 2020   | Rok Justin             | Ulrich Wohlgenannt   | Andreas Granerud Buskum |
| 9. Februar 2020   | Joacim Ødegård Bjøreng | Paweł Wąsek          | Stefan Hula             |
| 20. Februar 2021  | Stefan Hula            | Markus Schiffner     | Junshirō Kobayashi      |
| 21. Februar 2021  | Tomasz Pilch           | Junshirō Kobayashi   | Maciej Kot              |
| 12. Februar 2022  | Joacim Ødegård Bjøreng | Kacper Juroszek      | Sondre Ringen           |
| 13. Februar 2022  | Kacper Juroszek        | Jakub Wolny          | Clemens Aigner          |
| 17. Februar 2024  | Pål-Håkon Bjørtomt     | Fredrik Villumstad   | Luca Roth               |
| 18. Februar 2024  | Maximilian Ortner      | Jonas Schuster       | Constantin Schmid       |

Im Februar 2011 fanden ebenfalls Springen im Rahmen der Ladies-COC statt, was bei den Frauen damals die höchste Wettkampfklasse darstellte, da die Frauen erst seit der Saison 2011/12 einen Weltcup austragen. Die erste Siegerin war die Österreicherin Daniela Iraschko.
| Datum            | 1. Platz               | 2. Platz                     | 3. Platz                          |
| ---------------- | ---------------------- | ---------------------------- | --------------------------------- |
| 5. Februar 2011  | Daniela Iraschko       | Coline Mattel                | Lisa Demetz                       |
| 6. Februar 2011  | Daniela Iraschko       | Coline Mattel                | Melanie Faißt                     |
| 16. Februar 2018 | Daniela Iraschko-Stolz | Jerneja Brecl                | Lidija Jakowlewa                  |
| 17. Februar 2018 | Daniela Iraschko-Stolz | Lidija Jakowlewa             | Julia Clair                       |
| 23. Februar 2019 | Pauline Heßler         | Kamila Karpiel Marita Kramer | –                                 |
| 24. Februar 2019 | Katra Komar            | Marita Kramer                | Pauline Heßler                    |
| 8. Februar 2020  | Pauline Heßler         | Xenija Kablukowa             | Nejka Repinc Zupančič             |
| 9. Februar 2020  | Xenija Kablukowa       | Pauline Heßler               | Pia Lilian Kübler                 |
| 20. Februar 2021 | Hannah Wiegele         | Pauline Heßler               | Julia Mühlbacher                  |
| 21. Februar 2021 | Hannah Wiegele         | Xenija Kablukowa             | Nejka Repinc Zupančič             |
| 12. Februar 2022 | Chiara Kreuzer         | Nika Prevc                   | Josephin Laue Karolína Indráčková |
| 13. Februar 2022 | Nika Prevc             | Jerneja Brecl                | Taja Bodlaj                       |
| 17. Februar 2024 | Tina Erzar             | Kjersti Græsli               | Veronika Jenčová                  |
| 18. Februar 2024 | Tina Erzar             | Ingvild Synnøve Midtskogen   | Kjersti Græsli                    |

## Schanzendaten
| Inselbergschanze (ab dem Jahre 2005)       | Inselbergschanze (ab dem Jahre 2005) |
| Anlauf                                     | Anlauf                               |
| ------------------------------------------ | ------------------------------------ |
| Anlauflänge                                | 83,1 m                               |
| Neigung des Anlaufs (γ)                    | 38,0°                                |
| Anlaufgeschwindigkeit                      | 90 km/h                              |
| Schanzentisch                              |                                      |
| Tischhöhe                                  | 2,63 m                               |
| Tischlänge                                 | 6,20 m                               |
| Neigung des Schanzentisches (α)            | 10,5°                                |
| Aufsprung                                  |                                      |
| Hillsize                                   | 117 m                                |
| Konstruktionspunkt                         | 105 m                                |
| Verhältnis Höhen- zu Längendifferenz (h/n) | 0,562                                |
| K-Punkt Neigungswinkel (β)                 | 34,4°                                |
| Auslauf                                    |                                      |
| Länge des Auslaufs                         | 91,0 m                               |
| Größe                                      |                                      |
| Gesamthöhe der Anlage                      | 125,0 m                              |
| Schanzenrekord                             | 123,5 m                              |

| Inselbergschanze (bis zum Jahre 2005)      | Inselbergschanze (bis zum Jahre 2005) |
| Anlauf                                     | Anlauf                                |
| ------------------------------------------ | ------------------------------------- |
| Anlauflänge                                | 89,3 m                                |
| Neigung des Anlaufs (γ)                    | 38,0°                                 |
| Anlaufgeschwindigkeit                      | 91,8 km/h                             |
| Schanzentisch                              |                                       |
| Tischhöhe                                  | 2,90 m                                |
| Tischlänge                                 | 6,40 m                                |
| Neigung des Schanzentisches (α)            | 10,0°                                 |
| Aufsprung                                  |                                       |
| Hillsize                                   | 110 m                                 |
| Konstruktionspunkt                         | 98 m                                  |
| Verhältnis Höhen- zu Längendifferenz (h/n) | 0,560                                 |
| K-Punkt Neigungswinkel (β)                 | 38,0°                                 |
| Auslauf                                    |                                       |
| Länge des Auslaufs                         | –                                     |
| Größe                                      |                                       |
| Gesamthöhe der Anlage                      | 118,6 m                               |
| Schanzenrekord                             | 115,0 m                               |

Umbauten und Umprofilierungen:
- 1920–1924 als 40-Meter-Schanze erbaut
- 1930 zu einer 60-Meter-Schanze umgebaut
- 1948 modernisiert und umgebaut
- 1954/55 umgebaut zu einer 80-Meter-Schanze
- 1968/69 umgebaut zu einer 90-Meter-Schanze
- 1978/79 Aufsprunghang umgebaut zu einer 100-Meter-Schanze
- 2003/04 zu einer 105-Meter-Schanze umgebaut

## Schanzenrekorde
| Weite  | Jahr | Athlet            | Heimat des Athleten |
| ------ | ---- | ----------------- | ------------------- |
| 45,0 m | 1924 | Karl Huhn         | Ernstthal           |
| 45,0 m | 1924 | Rudolf Lesser     | Brotterode          |
| 45,0 m | 1924 | Max Kröckel       | Neuhaus am Rennweg  |
| 46,0 m | 1931 | Knut Kobberstad   | (Norwegen)          |
| 68,0 m | 1934 | Rudolf Lesser     | Brotterode          |
| 72,0 m | 1952 | Kurt Eichhorn     | Brotterode          |
| 84,0 m | 1955 | Horst Lesser      | Brotterode          |
| 84,5 m | 1955 | Werner Lesser     | Brotterode          |
| 85,0 m | 1955 | Harry Glaß        | Klingenthal         |
| 86,0 m | 1957 | Werner Lesser     | Brotterode          |
| 86,5 m | 1964 | Siegbert Münch    | Brotterode          |
| 86,5 m | 1964 | Alfred Lesser     | Brotterode          |
| 87,5 m | 1965 | Dieter Neuendorf  | Brotterode          |
| 89,0 m | 1966 | Dieter Scharf     | Oberwiesenthal      |
| 89,0 m | 1966 | Bernd Baptistella | Brotterode          |
| 89,0 m | 1967 | Wolfgang Stöhr    | Klingenthal         |
| 89,0 m | 1968 | Peter Lesser      | Brotterode          |
| 89,5 m | 1969 | Christian Kiehl   | Oberwiesenthal      |
| 94,0 m | 1969 | Christian Kiehl   | Oberwiesenthal      |

| Weite   | Jahr | Athlet              | Heimat des Athleten   |
| ------- | ---- | ------------------- | --------------------- |
| 96,5 m  | 1969 | Manfred Wolf        | Brotterode            |
| 99,0 m  | 1969 | Manfred Wolf        | Brotterode            |
| 100,5 m | 1969 | Clemens Walther     | Zella-Mehlis          |
| 100,5 m | 1970 | Jürgen Dommrich     | Zella-Mehlis          |
| 101,0 m | 1980 | Holger Krettek      | Brotterode            |
| 102,5 m | 1981 | Olaf Ansorge        | Oberwiesenthal        |
| 104,0 m | 1982 | Klaus Ostwald       | Klingenthal           |
| 106,0 m | 1983 | Ulf Findeisen       | Oberwiesenthal        |
| 106,0 m | 1986 | Klaus Ostwald       | Klingenthal           |
| 107,0 m | 1986 | Ulf Findeisen       | Oberwiesenthal        |
| 107,0 m | 1986 | Silvio Bürger       | Oberhof               |
| 108,0 m | 1986 | Ulf Findeisen       | Oberwiesenthal        |
| 110,0 m | 1986 | Jens Weißflog       | Oberwiesenthal        |
| 113,0 m | 2001 | Christoph Grillhösl | Rastbüchl             |
| 115,0 m | 2004 | Stephan Hocke       | Oberhof               |
| 118,5 m | 2005 | Stefan Kaiser       | Achomitz (Österreich) |
| 119,0 m | 2005 | Lukáš Hlava         | Liberec (Tschechien)  |
| 123,5 m | 2005 | Yong-Jik Choi       | Muju (Südkorea)       |

## Weitere Schanzen

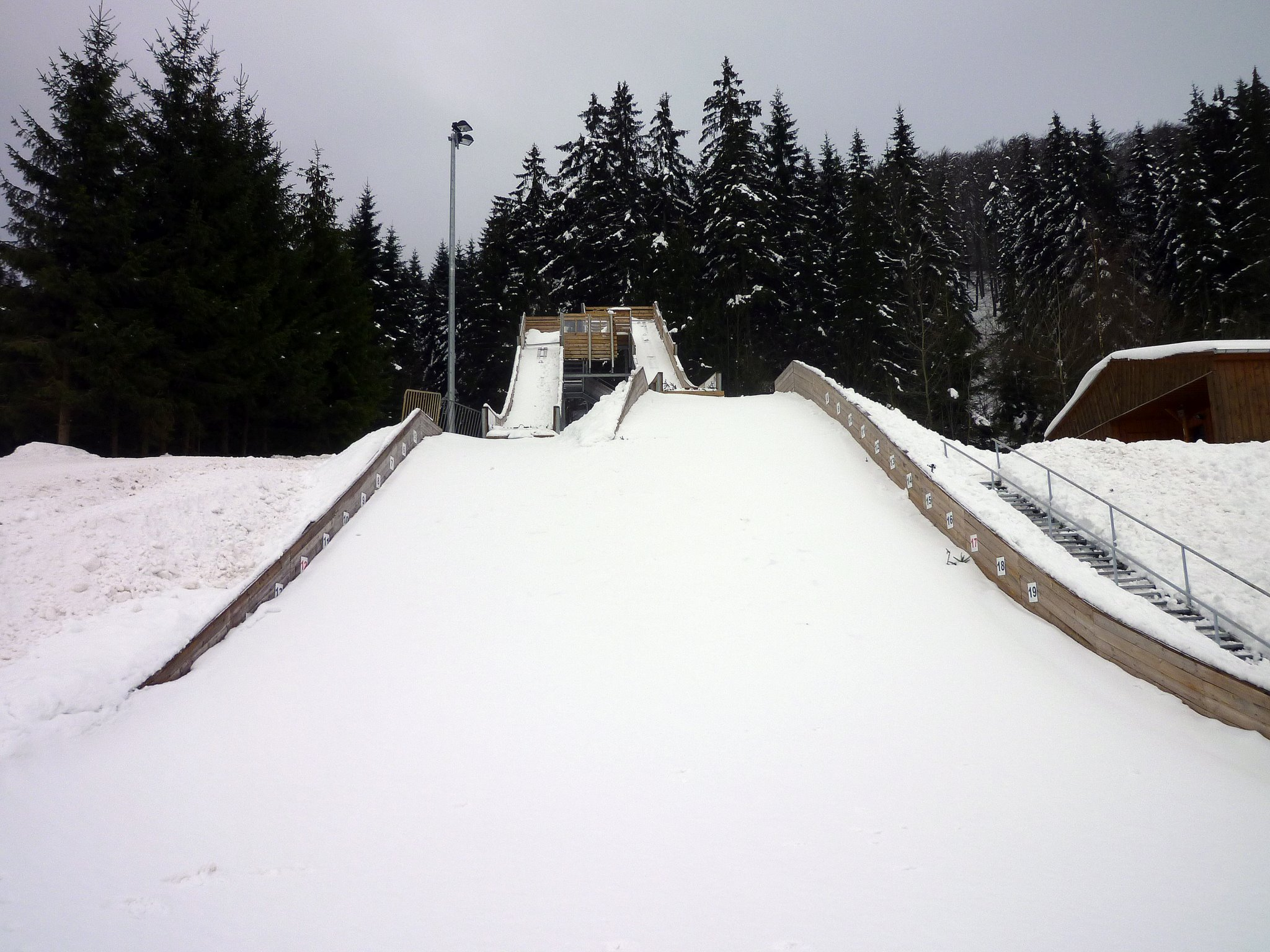
Werner Lesser II Skisprung Arena – K-12 und K-17

In der sogenannten Werner Lesser II Skisprung Arena befinden sich vier weitere Schanzen unmittelbar neben der Inselbergschanze. Im Jahre 2009 wurden die Kinder- und Jugendschanzen in Brotterode zentralisiert. Die beiden ehemaligen Oskar-Fuchs-Mattenschanzen wurden abgerissen und durch zwei neue Schanzen neben der Inselbergschanze ersetzt. Auch die K 12-Kinderschanze am Seimberg wurde abgerissen. Dort entstanden zwei neue Mattenschanzen- mit K-Punkten von 12 und 17. Zusammen mit den bestehenden K 28- und K 38-Schanzen und der Inselbergschanze entstand so die Werner Lesser II Skisprung Arena, benannt nach dem ehemaligen Skispringer und Brotteroder Ehrenbürger Werner Lesser II.

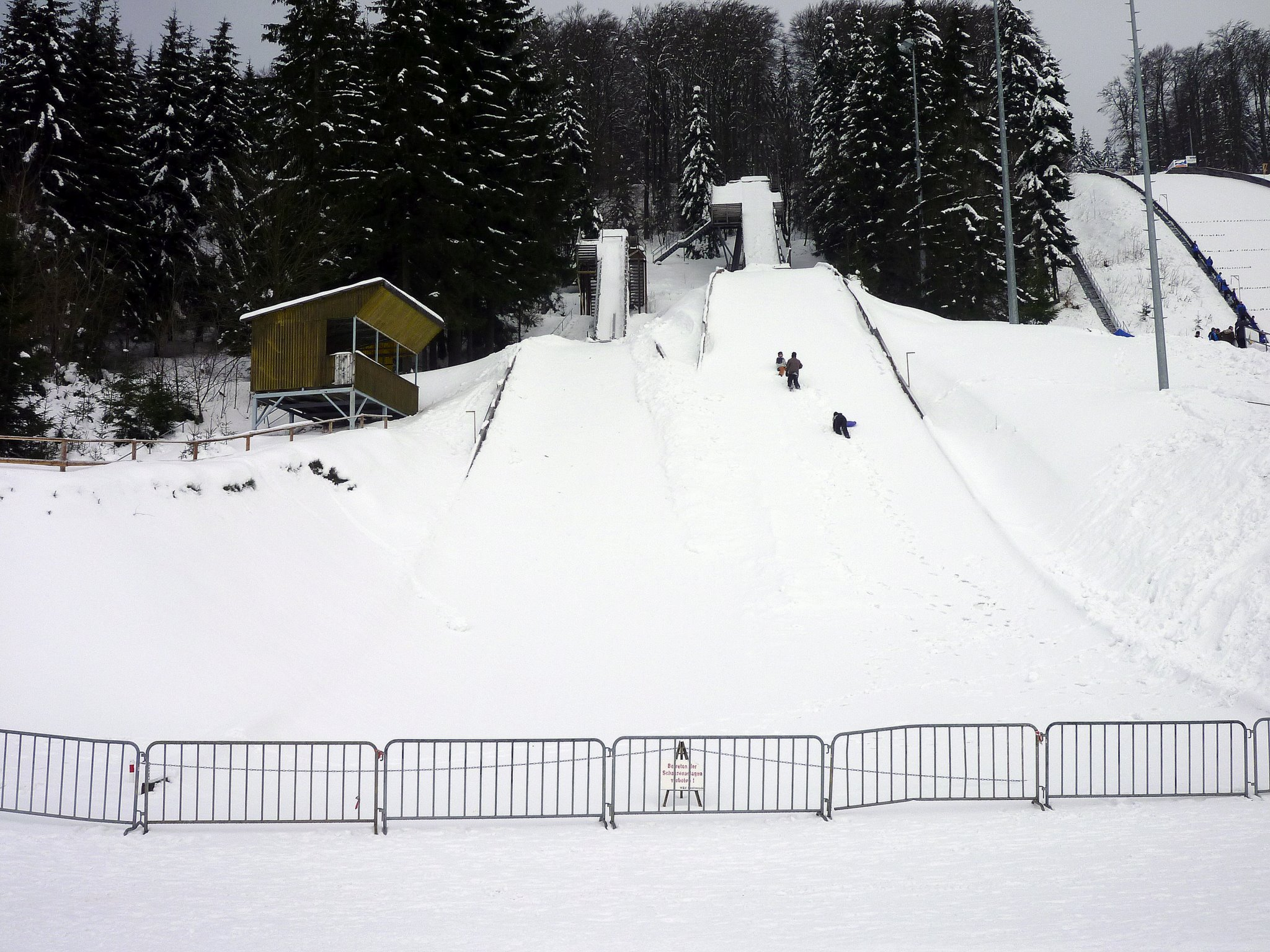
Werner Lesser II Skisprung Arena – K-28 und K-38

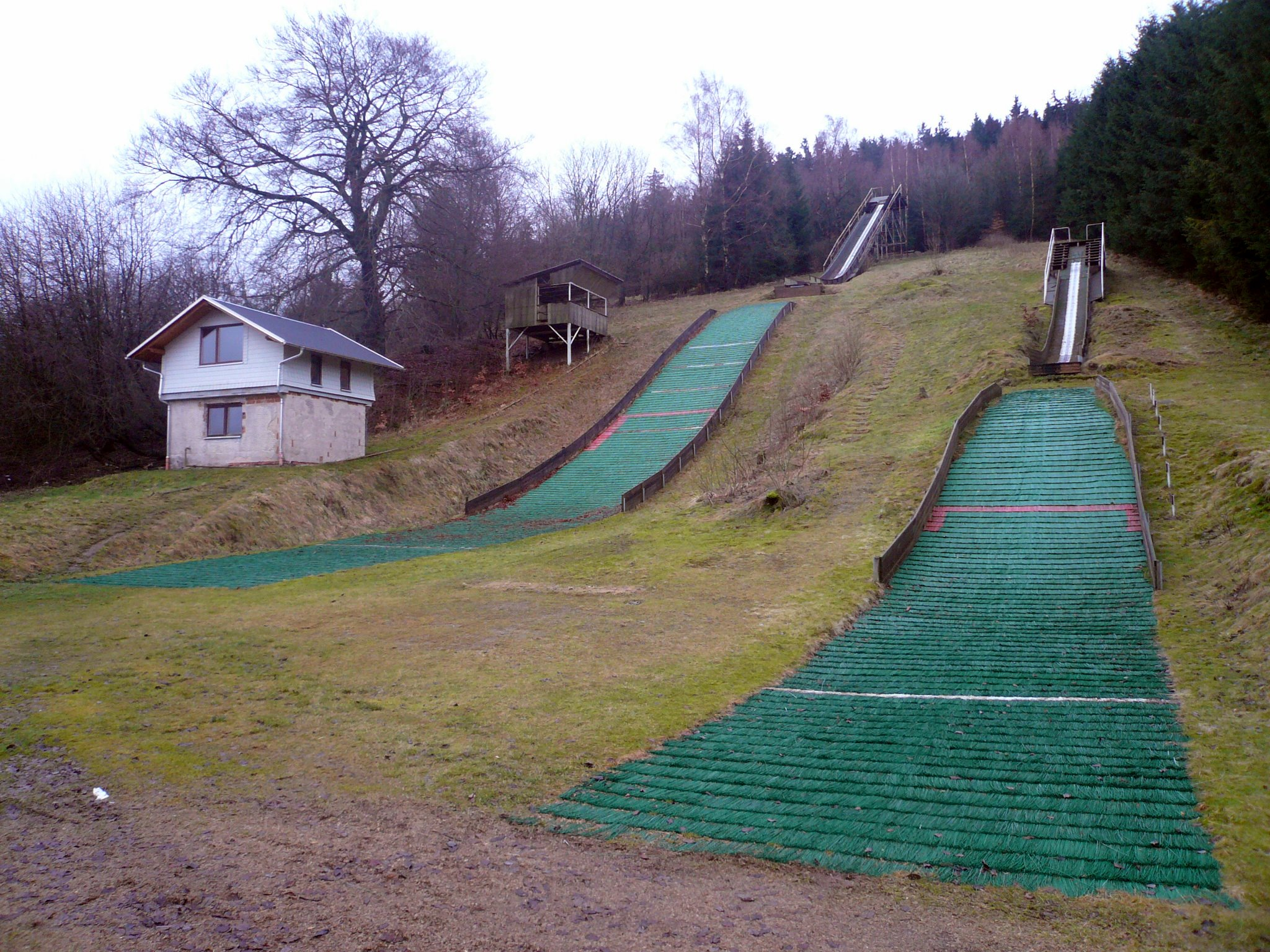
Oskar-Fuchs-Mattenschanze – K-26 und K-12 (2009 abgerissen)

Zwei Schanzen wurden 1954/1955 neben der Aufbauschanze als Pionier- und Jugendschanze gebaut. Sie sind mit Flutlicht ausgestattet und dienen im Winter den Nachwuchssportlern zum Training. Im Oktober 1956 fand erstmals ein Springen auf Kunststoffmatten statt, die in den späteren Jahren wieder entfernt wurden. Seit Juni 2009 haben diese Schanzen wieder Matten. Der K-Punkt der beiden Schanzen liegt bei 28 und 38 Metern. Eine weitere Schanze mit einem K-Punkt von 12 Metern wurde im Jahre 2008 abgerissen. Dort entstanden bis Oktober 2009 zwei weitere Mattenschanzen mit beheizten Edelstahlspuren als Anlauf. Der K-Punkt liegt bei 12 und 17 Metern. Der Schanzenrekord der kleinsten, der K 12, liegt bei 13,5 Metern (Luca Geyer, WSV 08 Lauscha, 2010), die der mittleren, von 17 Metern, bei 15 Meter (Maximilian Wölke, WSC 07 Rhula, 2009). Der Schanzenrekord bei der K 28 liegt bei 30,5 Metern (Marcus Abicht, TSG Ruhla/WSC 07, 2004) und bei der größten mit einem K-Punkt von 38 Metern bei 41,5 Metern (Carsten Gebhard, 1981).
Für das Training oder für Jugendwettkämpfe befanden sich bis zum Jahre 2009 400 Meter nordwestlich, an einem Hang am Ortsrand von Brotterode weitere zwei Mattenschanzen, Oskar-Fuchs-Mattenschanzen genannt. Sie wurden hauptsächlich im Sommer als Trainings- und Jugendwettkampfschanzen benutzt. Dort fand 1961 der Einweihungssprunglauf statt. Benannt sind sie nach einem Springer aus den Gründerjahren, der im Zweiten Weltkrieg gefallen ist. Die kleine Schanze hat einen K-Punkt von 12 Metern, die große von 26 Metern, der Hillsize liegt bei 28 Metern und der Schanzenrekord aus dem Jahre 2006 bei 26,0 Metern. Beide Schanzen wurden im Jahre 2009 abgerissen.